# Ariszteasz (testőrkapitány)
Ariszteasz (Ἀρίστεας, latinosan: Aristeas) (i. e. 3. század) görög katona
Állítólag II. Ptolemaiosz Philadelphosz (i. e. 283 – i. e. 247) testőrkapitánya volt. Amikor Démétriosz Phaléreusz tanácsára a király elhatározta a Biblia lefordítását, őt küldte el Jeruzsálembe, s ő hozta el onnan a 72 írástudót Pharosz szigetére. Erről a küldetésről, illetve a Biblia fordításáról ő maga számol be egy levélben, amelyet testvérének írt. A levél fennmaradt ugyan, ám nem az ő munkája, hanem egy valamivel később, talán i. e. 200 körül keletkezett, az ő nevében írt irat.